# Titanic (película de 1953)
Titanic es una película estadounidense de 1953, dirigida por Jean Negulesco. Protagonizada por Clifton Webb, Barbara Stanwyck, Robert Wagner, Audrey Dalton y Thelma Ritter.

## Argumento
Julia Sturges (Barbara Stanwyck) es la esposa de Richard Ward Sturges (Clifton Webb), un millonario con quien ha estado viajando por toda Europa con sus dos hijos, Annete y Norman. En un intento de salvar a sus hijos de una vida que considera superficial y arrogante, Julia aborda el Titanic con ellos con rumbo al medio-oeste norteamericano a la granja donde se crio, con la esperanza de educarlos como un par de jóvenes normales. Pero, a último momento, Richard logra abordar el barco comprándole un boleto de tercera clase a un padre de familia española numerosa.
Ya en el barco, Richard confronta a Julia y la acusa de haberse llevado a sus hijos sin su consentimiento y discuten sobre lo que harán al llegar a Nueva York: Julia está decidida a alejarlos de esa vida de opulencia y riqueza, pero Richard jura que ningún tribunal o leyes podrán quitarle a sus hijos. En ese momento, Julia le revela una verdad a Richard: Norman no es hijo de él, por lo que este último, tras quedar atónito, decide que no lo considerará más como su hijo y comienza a rechazarlo. Pero esa misma noche el Titanic choca con el iceberg y llega el caos. Richard se apresura a colocar en botes salvavidas a su familia y a la familia española del esposo a quien compró el boleto, y se despide de Julia, Annete y Norman. 
Norman, sin embargo, decide cederle su espacio en el bote a una anciana y, sin que su madre y hermana se den cuenta, baja y regresa al barco. Allí, en medio del alboroto y desorden, logra encontrar a Richard, a quien le dice que no lo quería abandonar. Richard, absorto, lo abraza. Un hombre pasa y le dice: "Había un joven que lo estaba buscando", a lo que Richard responde: "Ya lo he encontrado; es mi hijo". En ese momento, y mientras los botes salvavidas se alejan de la nave, los músicos empiezan a tocar "Nearer My god to thee" y los tripulantes del barco a cantar a coro, tras lo cual el Titanic se sacude por última vez antes de hundirse.